# Rozszczepienie światła
Uzasadnienie: bardzo bliska tematyka
Rozszczepienie światła – rozdzielenia się fali świetlnej na składowe o różnej długości.
Rozszczepienie światła jest wynikiem rozchodzenia się światła przez ośrodki, w których prędkość rozchodzenia się fali zależy od częstotliwości fali, zwanego dyspersją, oraz w wyniku dyfrakcji światła.

## Fizyczne podstawy rozszczepienia

Porównanie rozszczepienia światła przy użyciu siatki dyfrakcyjnej (1) oraz pryzmatu (2). Dłuższa fala świetlna (czerwony) silniej ulega dyfrakcji (ugięcia), ale załamuje się słabiej od fali krótszej (niebieski).

### Dyspersja
Gdy fala przechodzi przez granicę ośrodków zachodzi zjawisko załamania. Jeżeli w jednym z ośrodków prędkość rozchodzenia się fali zależy od częstotliwości, to fale o różnej częstotliwości załamują się pod różnymi kątami. W efekcie droga, po której porusza się fala, zależy od jej częstotliwości, czyli zachodzi rozszczepienie.

### Dyfrakcja
Zjawisko rozszczepienia zachodzi również na siatce dyfrakcyjnej. Światło przechodząc przez szczeliny siatki dyfrakcyjnej, ulega dyfrakcji. Fale pochodzące z różnych szczelin ulegają interferencji. Wzmocnienie interferencyjne zależy od odległości szczelin i długości fali, dlatego fale o różnej długości są względem siebie przesunięte. Ich kolejność jest odwrotna od kolejności uzyskanej pryzmatami (opartymi na dyspersji normalnej).

## Współczynniki załamania dla różnych częstotliwości
Z prawa załamania światła wynika zależność:
{\displaystyle v={\frac {c}{n}}}
gdzie:
v – prędkość propagacji fali świetlnej,
c – prędkość światła w próżni,
n – współczynnik załamania światła przy przejściu z próżni do ośrodka.
W praktyce dla każdego przezroczystego materiału współczynnik załamania zależy od długości fali. Wyznaczona empirycznie zależność, zwana równaniem Sellmeiera, współczynnika załamania od długości fali w próżni, dla szkła przyjmuje postać
{\displaystyle n^{2}(\lambda )=1+{\frac {B_{1}\lambda ^{2}}{\lambda ^{2}-C_{1}}}+{\frac {B_{2}\lambda ^{2}}{\lambda ^{2}-C_{2}}}+{\frac {B_{3}\lambda ^{2}}{\lambda ^{2}-C_{3}}}}
gdzie:
B1,2,3 oraz C1,2,3 – stałe dobrane na podstawie pomiarów nazywane współczynnikami Sellmeiera. Dla różnych rodzajów kryształów zależność może przyjąć inne formy.

## Szkło – przykład zmian wartości współczynnika załamania

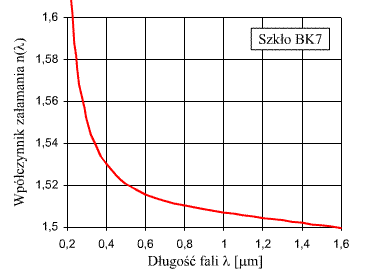
Zależność współczynnika załamania od długości fali światła dla szkła BK7

Jako przykład w tabeli podano wartości współczynników Sellmeiera dla szkła borowo-krzemowego oznaczanego jako BK7. Współczynnik B jest bezwymiarowy, a wartości C podano w mikrometrach².
| Współczynnik | Wartość       |
| ------------ | ------------- |
| B1           | 1,15150       |
| B2           | 1,18584·10-1  |
| B3           | 1,26301       |
| C1           | 1,05984·10-2  |
| C2           | -1,18225·10-2 |
| C3           | 1,29618·102   |

## Oddziaływanie światła z materią

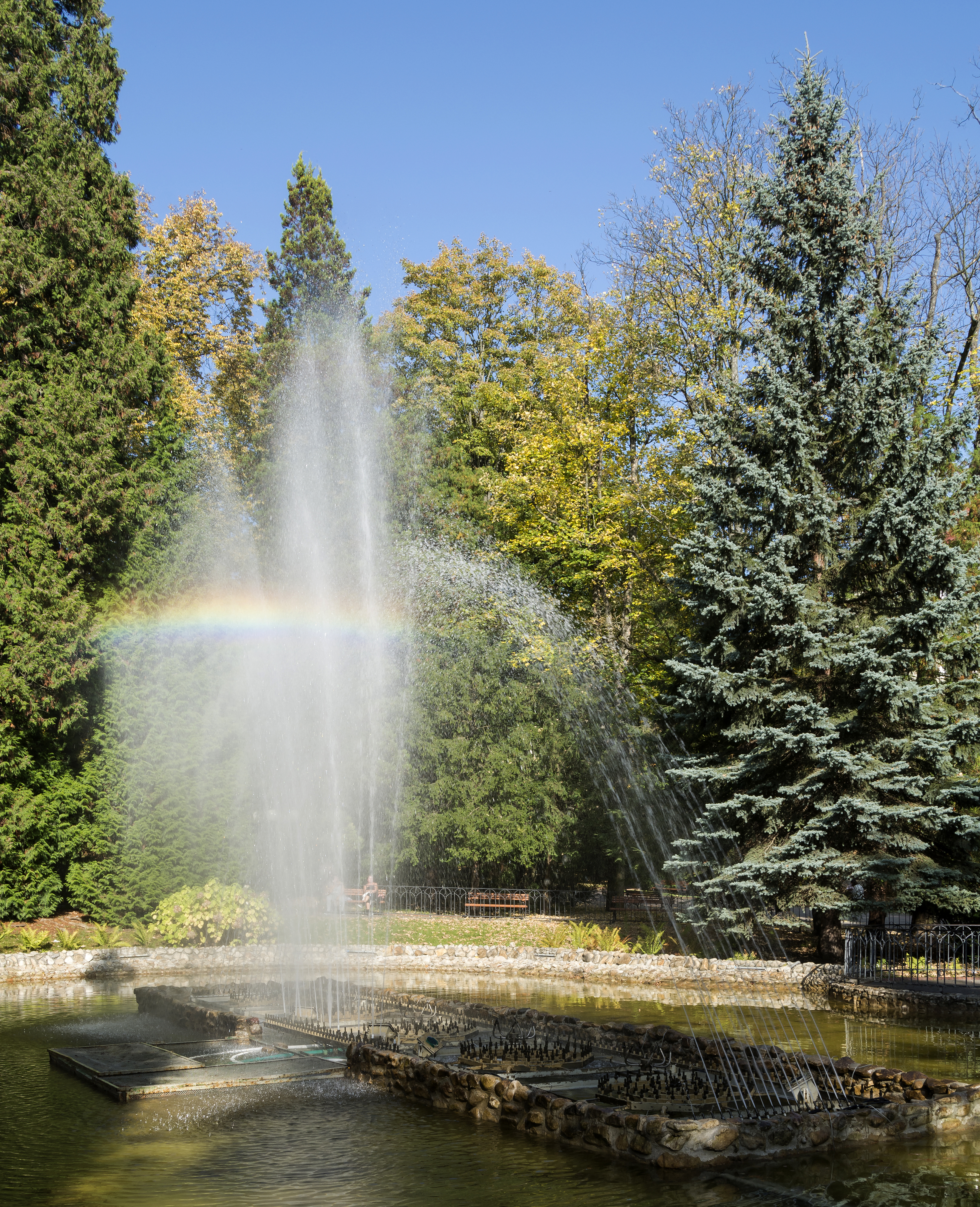
Rozszczepienie światła w kroplach wody fontanny

Światło jako fala elektromagnetyczna to rozchodzące się zaburzenia natężenia pola elektrycznego i magnetycznego. Gdy fala pierwotna przechodzi przez ośrodek, oscylacje pola elektrycznego oddziałują z elektronami substancji wprawiając je w drgania (wymuszone) o częstotliwości zgodnej z częstotliwością fali padającej. Drgania te powodują wytworzenie wtórnej fali elektromagnetycznej, która jest opóźniona w stosunku do fali padającej, fala ta interferuje z pierwotnym promieniowaniem. W wyniku tych zjawisk fala porusza się w substancji wolniej, co odpowiada że powstaje fala o większej długości. Intensywność drgań elektronów zależy od częstotliwości fali padającej, wykazuje zależność typu rezonansowego i jest różna dla różnych materiałów.

## Zjawiska optyczne oparte na rozszczepieniu
Najbardziej znany przykład dyspersji światła to rozszczepienie światła widzialnego na pryzmacie. Jako pierwszy to zjawisko zaobserwował Isaac Newton, badając rozszczepienie światła słońca. Obraz uzyskany dzięki dyspersji pozwala na pomiar widma fali świetlnej.
Jednym z widocznych skutków dyspersji jest powstawanie tęczy. W tym wypadku rozszczepienie zachodzi na kropelkach wody unoszących się w powietrzu.